# Ma-chan no Nikkicho
Diary of Ma-chan (マアチャンの日記帳, Ma-chan no Nikkicho) is een manga van Osamu Tezuka uit 1946.

## Verhaal
Diary of Ma-chan is een verzameling yonkoma strips over de dagelijkse avonturen van een kleine kleuterjongen genaamd Ma-chan. De manga bestaat uit 73 strips.

## Personages
- Ma-chan:  Een ondeugende kleuterjongen die opgroeit in de jaren na de Tweede Wereldoorlog.
- Ton-chan:  Ma-chan's vriend.[2]
- Universiteitsjongen
- Vader:  Ma-chan's vader.
- Moeder:  Ma-chan's moeder.
- Leerkracht:  Ma-chan's kleuterleidster.

## Eerste werk van Tezuka
Diary of Ma-chan is het eerste werk van Tezuka dat een professionele publicatie kende. Tezuka was slechts 17 jaar oud toen hij het werk tekende in 1946. Hoewel de tekeningen nog ruw van aard zijn, bevatten ze al heel wat kenmerken van zijn latere stijl. Diary of Ma-chan was zo populair dat er Ma-chan poppen werden gepubliceerd. Dit waren de eerste commerciële goederen gebaseerd op een manga van Tezuka.